# Lapuyan
Lapuyan is een gemeente in de Filipijnse provincie Zamboanga del Sur op het eiland Mindanao. Bij de laatste census in 2007 had de gemeente ruim 26 duizend inwoners.

## Geografie

### Bestuurlijke indeling
Lapuyan is onderverdeeld in de volgende 26 barangays:
| - Bulawan - Carpoc - Danganan - Dansal - Dumara - Linokmadalum - Luanan - Lubusan - Mahalingeb - Mandeg - Maralag - Maruing - Molum | - Pampang - Pantad - Pingalay - Poblacion - Salambuyan - San Jose - Sayog - Tabon - Talabab - Tiguha - Tininghalang - Tipasan - Tugaya |

## Demografie
Lapuyan had bij de census van 2007 een inwoneraantal van 26.118 mensen. Dit zijn 1.752 mensen (7,2%) meer dan bij de vorige census van 2000. De gemiddelde jaarlijkse groei komt daarmee uit op 0,96%, hetgeen lager is dan het landelijk jaarlijks gemiddelde over deze periode (2,04%). Vergeleken met de census van 1995 is het aantal mensen met 2.606 (11,1%) toegenomen.

De bevolkingsdichtheid van Lapuyan was ten tijde van de laatste census, met 26.118 inwoners op 329 km², 79,4 mensen per km².